# Llansantffraid-ym-Mechain
Llansantffraid-ym-Mechain è un villaggio (nella comunità di Llansantffraid) e città postale nel Powys, Galles centrale, vicino al confine con lo Shropshire in Inghilterra, a circa 7 miglia (11 km) a sud-ovest di Oswestry e a 8 miglia (13 km) a nord di Welshpool. Si trova sulla strada A495 ed è alla confluenza del fiume Vyrnwy e dell'Afon Cain. La popolazione era di 1.415 abitanti al censimento del Regno Unito del 2011.
| Controllo di autorità | VIAF (EN) 258028687 · LCCN (EN) nb2012017337 |